# Felsbergerhof
Felsbergerhof ist ein Dorf in der Gemeinde Imsweiler im Donnersbergkreis in Rheinland-Pfalz.

## Geographische Lage
Der Felsbergerhof liegt etwa drei Kilometer westlich der Ortschaft Imsweiler auf einem Hochplateau im Nordpfälzer Bergland. Unmittelbar südlich liegt der Spreiterhof, der ebenfalls zu Imsweiler gehört.

## Geschichte
Der Felsbergerhof geht auf einen Ort namens Filsbach zurück, der nach dem hier entspringenden Felsbach benannt ist. Dieser Ort ging vermutlich im Dreißigjährigen Krieg unter. An seiner Stelle entstand später ein Hof, der den Grundstein für den heutigen Felsbergerhof bildet.

## Infrastruktur
Der Felsbergerhof ist über die Kreisstraße 6 aus Richtung Dörrmoschel erreichbar. Nach Imsweiler gibt es keine direkte Straßenverbindung.
Der Felsbergerhof gehört zur Pfarrei der benachbarten Gemeinde Dörrmoschel.
Einziges Kulturdenkmal vor Ort ist das ehemalige, 1903 errichtete Schulhaus, das zwischenzeitlich zum Bürgerhaus umfunktioniert wurde.